# 高田純次 日曜テキトォールノ
高田純次 日曜テキトォールノ（たかだじゅんじ にちようテキトォールノ）は2015年4月5日から2017年4月2日まで、毎週日曜 11:00 - 13:00（JST）まで生放送されていた、文化放送制作のラジオ番組である。

## 番組概要
- 『高田純次 毎日がパラダイス』の後を継ぐ番組。パーソナリティを務める、高田純次のキャッチフレーズの一つ「テキトー」がタイトルに組み込まれている。放送枠としての前番組は『千田正穂のありがとう!』。
- 川柳コーナーとゲストコーナーは『毎日がパラダイス』から改題の上で、アフタヌーンレポートは『千田正穂のありがとう!』から、そのまま引き継がれている。
- 11月第1日曜日の全日本大学駅伝対校選手権大会、11月9日から15日にかかる日曜日のさいたま国際マラソンの中継時は放送を休止する。2016年1月3日（日曜日）は東京箱根間往復大学駅伝競走の中継のため、休止となった。
- 2016年7月3日は第24回参議院議員通常選挙東京都選挙区政見放送のため休止。
- 2017年1月1日は高田が鼠径ヘルニア（脱腸）の手術で休演。代役として原口あきまさが出演。また、2017年1月8日は事前収録となった。
- 2017年3月5日は高田が前日に名古屋で『上沼・高田のクギズケ!』（ytv・CTV制作）の収録を行ったため、東海ラジオ放送から生放送。
- 『A&Gリクエストアワー 阿澄佳奈のキミまち!』の放送開始に伴い、文化放送では2017年4月2日をもって放送終了した。

## 出演者
パーソナリティ
- 高田純次[1]

アシスタント
- 八木菜緒（文化放送アナウンサー(当時)）

リポーター
- かわのをとや

過去の出演者
- 西秋元喜（2015年4月5日 - 12月27日）

## コーナー
- （11:12頃）デトックス高田のお悩み聞きトォールノ
高田が適当に解決する人生相談コーナー。2通のうち1通は依頼者に電話を直接つないで、悩みを聞く。
- （11:22頃）リクエステキトォールノ
最高賞金5,000円が当たるリクエストコーナー。2通のリクエスト曲のうち1曲をかけるが、高田の気分次第で途中で、もう一方の曲に変わることがある。最後までかかった曲のリクエスト者に賞金が当たるが、賞金額は高田が適当に決める。これまでの最高賞金を獲得した曲がコーナーのオープニングでかかる。
- （11:38頃）純次のテキトォールノ川柳
エロにまつわる投稿川柳コーナー。
- （11:50頃）文化放送ニュース、天気予報、交通情報（JARTIC神奈川センター）
- （12:05頃）こんにちは、アンジェリーナ・ジョリーです
高田の適当発言を冠したゲストコーナー。
- （12:40頃）ロッテ アフタヌーンレポート
かわのが担当する、千葉ロッテマリーンズ応援コーナー。前番組「千田正穂のありがとう!」から継続している。
- （12:50頃）文化放送ニュース、天気予報、交通情報（JARTIC首都高センター）
- 過去のコーナー
  - （11:28頃）西秋元喜の街のGENKI人を探せ（2015年4月5日 - 12月27日）
  - nissen ここいろ気分ショッピング

## ネット局
ネット局では「純次のテキトォールノ川柳」と「こんにちは、アンジェリーナ・ジョリーです」を再編集して、30分版として放送。日曜の放送とは限らないため、番組タイトルが『高田純次 いつでもテキトォールノ』（たかだじゅんじ いつでもテキトォールノ） となっている。本放送から、ほぼ1週間遅れで放送される。
特別番組とスポーツ中継で文化放送が放送休止の場合、ネット局向けの裏送りとなる。この場合は高田は出演せずに八木が一人で進行し、今週の懐かしポップスのコーナーで掛けた曲を高田のエピソードとともに送る。

### 現在
放送時間の早い順から記載。
| 放送対象地域  | 放送局名        | 放送時間           | 放送開始日                                                     | 備考   |
| ------------- | --------------- | ------------------ | -------------------------------------------------------------- | ------ |
| 新潟県        | 新潟放送（BSN） | 土曜 18:30 - 19:00 | 2015年4月11日 -                                                |        |
| 山口県        | 山口放送（KRY） | 土曜 18:30 - 19:00 | 2015年4月13日 -                                                |        |
| 北海道        | STVラジオ       | 土曜 20:30 - 21:00 | 2016年4月9日 -                                                 |        |
| 大分県        | 大分放送（OBS） | 日曜 11:00 - 11:30 | 2015年4月12日 -                                                |        |
| 石川県        | 北陸放送（MRO)  | 日曜 11:30 - 12:00 | 2015年4月12日 - 9月27日 2016年1月10日 - 9月25日 2017年1月8日 - | [ 6 ]  |
| 岡山県        | 山陽放送（RSK） | 日曜 17:30 -18:00  | 2016年4月2日 -                                                 |        |
| 長崎県 佐賀県 | 長崎放送（NBC） | 日曜 18:30 - 19:00 | 2016年10月2日 -                                                |        |
| 岩手県        | IBC岩手放送     | 日曜 21:30 - 22:00 | 2015年4月12日 -                                                |        |
| 長野県        | 信越放送（SBC） | 月曜 18:30 - 19:00 | 2015年4月12日 -                                                |        |
| 福井県        | 福井放送（FBC） | 月曜 21:30 - 22:00 | 2015年4月13日 - 9月28日 2016年3月28日 -                        | [ 10 ] |
| 山梨県        | 山梨放送（YBS） | 水曜 21:00 - 21:30 | 2015年4月13日 -                                                |        |

### 過去
| 放送対象地域 | 放送局            | 放送時間           | 放送期間                      | 備考 |
| ------------ | ----------------- | ------------------ | ----------------------------- | ---- |
| 宮城県       | 東北放送（TBC）   | 土曜 18:30 - 19:00 | 2015年10月3日 - 2016年3月26日 |      |
| 富山県       | 北日本放送（KNB） | 日曜 15:30 - 16:00 | 2016年4月3日 - 9月25日        |      |

山口放送、信越放送、山梨放送以外は前々番組の『高田純次・河合美智子の東京パラダイス』をネットしていた。